# Lattes
Lattes (occitanska: Latas) är en kommun i departementet Hérault i regionen Occitanien i södra Frankrike. Kommunen ligger i kantonen Lattes som tillhör arrondissementet Montpellier. År 2022 hade Lattes 17 592 invånare.

## Befolkningsutveckling
Antalet invånare i kommunen Lattes
Referens:INSEE